# Hans-Jürgen Pabst (Sportfunktionär)
Hans-Jürgen Pabst (* 9. Mai 1931 in Darmstadt; † 17. Juli 2008) war ein deutscher Kaufmann und Verbandspräsident.

## Leben
Pabst wurde als einer von zwei Söhnen des Apothekers Ernst Ludwig Pabst (1894–1940) und seiner Frau Maria (geborene Schuhmacher; 1905–1970) geboren. Er war als kaufmännischer Angestellter bei der Wella AG tätig.
Pabst war Hockey-Torwart beim TEC Darmstadt, mit dem er 1951 in die Hockey-Oberliga aufstieg. Von 1979 bis 2006 war er Präsident des Hessischen Hockey-Verbandes. Ab 2006 war er Ehrenpräsident und Mitglied weiterer Kommissionen im Deutschen Hockey-Bund (DHB).
Pabst heiratete Gabriele Stefanie Lampmann in Darmstadt am 1. April 1960.

## Auszeichnungen
- 2003: Bundesverdienstkreuz am Bande
- Sportplakette des Landes Hessen